# Rúnar Kristinsson
Rúnar Kristinsson   (Reykjavík, 5 de setembre de 1969) és un exfutbolista islandès de la dècada de 2000.
Fou 104 cops internacional amb la selecció islandesa.
Pel que fa a clubs, fou jugador, entre d'altres, de Lokeren, Lillestrøm SK, Örgryte IS i KR Reykjavík.
Trajectòria com a entrenador:
- 2010-2014: KR Reykjavík
- 2014-2016: Lillestrøm
- 2016-2017: Lokeren
- 2017-avui: KR Reykjavík